# System Center Operations Manager
System Center Operations Manager (SCOM) es un sistema de administración del centro de datos interplataforma, para sistemas operativos e  hipervisores. Utiliza una interfaz simple que muestra información del estado, la salud y el rendimiento del sistema. También proporciona alertas generadas de acuerdo a la identificación de situaciones de disponibilidad, seguridad, configuración o rendimiento. Funciona con  Microsoft Windows Server y servidores basados en Unix.

## Historia
SCOM nació como un sistema de administración de redes llamado SeNTry ELM, desarrollado por la compañía británica Serverware Group plc. En junio de 1998 los derechos de propiedad intelectual fueron adquiridos por Mission Critical Software, Inc, que renombró el producto como Enterprise Event Manager. Mission CriticaL Software se fusionó con NetIQ a principios del año 2000, y vendió los derechos del producto a Microsoft en octubre de 2000. System Center Operations Manager 2007 fue diseñado desde un nuevo código base, y aunque comparte características con Microsoft Operations Manager, no es una actualización de las versiones anteriores.

## Conceptos centrales
La idea básica es colocar una pieza de software (agente) en el equipo que va a ser monitorizado. El agente vigila varios recursos en un equipo, incluyendo el Registro de Eventos de Windows, para mensajes específicos o “alertas” generadas por las aplicaciones que se ejecutan en el equipo monitorizado. Después de detectar una alerta, el agente la envía al servidor central de SCOM. Esta aplicación mantiene una base de datos que incluye un historial de alertas. El servidor aplica reglas de filtrado a las mismas a medida que llegan; una regla puede ser notificar a un humano, a través de un correo electrónico o mensaje, generar un ticket de soporte de red, o desencadenar otro flujo de trabajo destinado a corregir la causa de la alerta de la forma apropiada.

System Center Operations Manager: componentes principales del producto.

SCOM utiliza el término “Management Pack” (Módulo de Gestión) para referir a un conjunto específico de reglas de filtrado para alguna aplicación monitorizada. Mientras que Microsoft y otros proveedores de software ponen a disposición general módulos de administración para sus productos, SCOM también proporciona herramientas para crear paquetes de administración personalizados. Si bien se necesita un rol de administrador para instalar agentes, configurar equipos monitorizados y crear módulos de administración, los permisos para simplemente ver la lista de alertas recientes pueden ser otorgados a cualquier cuenta de usuario válida.
Varios servidores SCOM pueden ser agrupados para monitorizar múltiples redes a la vez, abarcando el dominio lógico de Windows y los límites de la red física. En versiones previas de Operations Manager, se utilizaba un servicio web para conectar varios grupos administrados de forma separada, con una ubicación central. Desde Operations Managers 2007, el servicio web no se utiliza más. Se emplea una conexión directa TCP, utilizando el puerto 5723 para estas comunicaciones.

## Command Shell
Operations Manager 2007 incluye una nueva interfaz de líneas de comando extensible, llamada Command Shell. Se trata de una instancia personalizada de Windows PowerShell que provee acceso interactivo y basado en script a los datos de y operaciones de Operations Manager. De la misma manera que Windows PowerShell, está basado en programación orientada a objetos y en  Microsoft .NET Framework 2.0. Cuenta conjunto de aplicaciones y funcionalidades disponibles en PowerShell que permiten a los administradores automatizar la administración de Operations Manager.

## Management Pack
SCOM se extiende mediante la importación de Management Packs. Un Management Pack (MP) define la manera en que SCOM monitoriza los sistemas. Por defecto, SCOM puede monitorizar por sí mismo sólo aspectos básicos del sistema operativo. Importando uno  o varios MP se puede monitorizar, por ejemplo, SQL o SharePoint. También existen MP para Apache, Tomcat, SAP o para SUSE Linux.
La mayoría de los productos de Microsoft son lanzados junto con su MP:
- Sharepoint MP.[8]
- Hyper-V MP.[9]

Algunas otras compañías escriben MP para sus propios productos:
- SUSE Linux MP.[10]
- Dell Server MP.[11]

También terceras empresas desarrollan MP y los comercializan:
- MySQL MP.[12]
- DB2 MP.[13]
- Oracle MP.[14]

Si bien la mayoría de la infraestructura de TI puede ser monitorizada mediante una solución existente, se puede crear un MP específico si no fuera así.

## Versiones
- Microsoft Operations Manager 2000
- Microsoft Operations Manager 2005
  - Microsoft Operations Manager 2005 Service Pack 1
- System Center Operations Manager 2007
  - System Center Operations Manager 2007 Service Pack 1
  - System Center Operations Manager 2007 R2
- System Center Operations Manager 2012
  - System Center Operations Manager 2012 SP1
  - System Center Operations Manager 2012R2
- System Center Operations Manager 2016 (7.2.11719.0)
  - System Center Operations Manager 2016 UR10 (7.2.12324.0)[16]
- System Center Operations Manager 1801
- System Center Operations Manager 1807
- System Center Operations Manager 2019 (10.19.10050.0)
  - System Center Operations Manager 2019 UR1 (10.19.10311.0)[17]
  - System Center Operations Manager 2019 UR2 (10.19.10407.0)[18]
  - System Center Operations Manager 2019 UR3 (10.19.10505.0)[19]